# Phaeochridius uniformis
Phaeochridius uniformis là một loài bọ cánh cứng trong họ Hybosoridae. Loài này được Arrow miêu tả khoa học năm 1925.